# Omorgus mollis
Omorgus mollis is een keversoort uit de familie beenderknagers (Trogidae). De wetenschappelijke naam van de soort is voor het eerst geldig gepubliceerd in 1927 door Arrow.